# Фијат CANSA FC.20
Фиат CANSA FC.20 је био италијански вишенаменски двомоторни нискокрилни авион, првобитно пројектован као извиђач а касније трансформисан у вишенаменског тешког нападача. Био је намењен да испуни улоге борбеног, тактичког бомбардера, извиђачког и ловачког авиона пресретача (разарача). Производила га је фирма Costruzioni Aeronautiche Novaresi SA (CANSA), која је припадала Фиат групи.

## Пројектовање и развој
Главни пројектант овог авиона је био Ђакома Мосо (Giacomo Mosso), који је на основу конкурса за извиђачки авион расписан 1937. године у току 1938 почео да ради на прпојекту таквог авиона. Авион је добио назив Фиат CANSA FC.20 или скаћено FC.20. 
Основне карактеристике овог авиона требало је да буду: брзи моноплан способан да изврши задатке тактичког дневног бомбардера, а у зависности од мисије, ловца пресретача, ловца за пратњу дугог долета и јуришног авиона за напад на оклопне копнене и морске циљеве. Како би се скратило време пројектовањa, нови авион је позајмио крило, моторе и стајни трап од авиона Фиат CR.25, док је Мосо пројектовао труп са великим застакљеним носом и двоструким вертикалним стабилизатом на репу. Врхунац пројекта био је модуларан нос трупа, који се монтира у завршној фази монтаже, у зависности од намене авиона.
Први прототип FC.20 (серијски број ММ.403) полетео је на пробни лет 12. априла 1941. као извиђачки и лаки бомбардер са два седишта. Два радијална мотора Фиат А.74 RC.38 снаге по 617 kW су обезбеђивала погон. Посматрач је имао место у застакљеној прамчаној кабини.
Други прототип FC.20bis (ММ.404) имао је краћи нос са кокпитом помереним назад. У прамцу је уграђен топ Бреда калибра 37 mm. Два фиксна митраљеза Бреда-САФАТ калибра 12,7 mm уграђена су у корене крила у близини трупа. Иза кокпита налазила се кабина стрелца која је управљала равном полуувлачивом куполом Скоти са покретним митраљезом калибра 12,7 mm. Авион је могао да носи две бомбе од по 125 kg на спољним подвесним носачима, или 126 малих бомби од два килограма против живе силе, ускладиштених у кутијама у делу трупа за бомбе.

## Технички опис
Носећа конструкција трупа је направљена од челичних цеви и профила који су спојени аутогеним заваривањем. Труп је заобљеног и кружног попречног пресека са довољно простора да се у њега може, према намени авиона сместити: пилотска кабина простор за посаду, наоружање и опрема. Предњи део трупа до иза крила је обложен алуминијумским лимом који је закивцима причвршћен за носећу конструкцију. Средњи део трупа између крила и репа је обложен импрегнираним платном док је реп обложен алуминијумским лимом. Са леве стране трупа се налазе врата за улазак у авион. Пилотска кабина и остали део трупа представљају једну целину.
У авион Фиат CANSA FC.20 су на крилима уграђивани мотори (два мотора) Фиат А.74 RC38 14-цилиндрични ваздухом хлађеним, радијални мотор са турбопуњачем, снаге 870 КS (650 kW), при узлетању 960 КS (720 kW). Мотор је био обложен НАЦА прстеном за побољшано хлађење мотора. Мотор је имао уграђен редуктор и трокраку Фиат- Хамилитон (Hamilton Standard 3D.41-1) елису са променљивим кораком у лету. У авион FC.20ter уграђивани су мотори Фиат А.80 RC.41 двострука звезда са 18-цилиндара снаге 745 kW (1.000 KS). Најјачи мотор Даимлер-Бенз DB 601 V12 снаге 935 kW (1.250 KS) уграђиван је у модел FC.20quater.
Крила авиона Фиат CANSA FC.20 су са две рамењаче кутијастог типа. Конструкција је метална а облога од алуминијумског лима закивцима причвршћена за носећу конструкцију. Облик крила је једнакокраки трапез који се завршавао полукружно, а оса крила је управна на осу трупа авиона. У унутрашњости крила између трупа и мотора су се налазили резервоари за гориво а у задњем горњем делу гондола мотора су били смештени резервоари за уље. Са доње задње стране гондола био је простор за смештај точкова и хидрауличног система за увлачење точкова. Конструкција елерона је била од дурала а облога од алуминијумског лима. Закрилца су се налазила на делу крила између трупа и мотора.
Реп авиона се састоји од једног хоризонталног и два вертикална стабилизатора чије су носеће конструкције биле саставни део конструкције трупа (челична цевна заварена конструкција) а облоге стабилизатора су биле од алуминијумског лима причвршћене за конструкцију закивцима. Кормила правца и кормила дубине су направљена од дуралуминијума са облогама од платна.
Стајни трап му је класичан имао је две предње ноге са нископритисним гумама, предњи точкови су се уз помоћ хидрауличног уређаја увлачили у задње делове гондола мотора у току лета, а задњи само усмеравајући точак који се у току лета није увлачио у труп авиона се налази на репу авиона. С обзиром да у гондоли мотора није било доста простора за смештај точка они су у увученом стању вирили изван облоге мотора.

## Наоружање
| Наоружање авиона: Фиат         |               |
| Ватрено (стрељачко) наоружање  |               |
| Топ                            |               |
| Број и ознака топа             | Бреда         |
| Број граната                   | 42            |
| Калибар                        | 37            |
| Митраљез                       |               |
| Број и ознака митраљеза        | 3хБреда САФАТ |
| Број метака                    | 250 сваки     |
| Калибар                        | 12,7          |
| Бомбардерско наоружање (бомбе) |               |
| Укупна маса                    | 252           |
| Ракетно наоружање (ракете)     |               |

## Верзије
- FC.20 - први прототип, извиђачка верзија са дугим носом.
- FC.20bis - верзија за напад са кратким носом и обртном куполом на горњој страни.
- FC.20ter - као FC.20 са моторима Фиат А.80 РЦ41 двострука звезда, 18-цилиндарским радијалним моторима сваки снаге 745 kW (1.000 KS) и горњом куполом.
- FC.20quater - Као FC.20bis са моторима Даимлер-Бенз DB 601 V12 обрнутим распоредом цилиндара сваки снаге 935 kW (1.250 KS) и горњом куполом.

## Оперативно коришћење
Фабрика КАНСА је направила предсерију од десет FC.20бис (ММ.75566 до ММ.75576) који су испоручени између маја и августа 1943., тако да је укупан број ових авиона био 12комада. Први прототип је конвертован у верзију FC.20ter са уграђеним топом Бреда калибра 37mm у прамац и Скоти купола иза кокпита. Повећану тежину компензовали су појачани мотори Фиат А.80 RC.41 са по 735 kW. Тестови летења нису завршени, као ни програм летења за FC.20quater. Био је то конвертовани авион ММ.75571 из верификационе серије са два линијска мотора Даимлер-Бенц DB 601 А снаге 919 kW. Mитраљези у крилима су замењени топовима Маузер MG 151 калибра 20 mm.
Прототип FC.20bis је експериментално распоређен против америчких бомбардера B-24 Либератор 1943. током тестова на аеродрому Гвидонија. Тестови су показали малу брзину, значајну нестабилност, склоност ка паду у ковит и споро пењање. Други неуспешан покушај да се ангажује против B-24 направио је пилот Ричи у априлу 1943.
Три примерка из предсерије служила су до капитулације Италије на аеродрому Церветери са 173. стратешком извиђачком ескадрилом.

## Земље које су користиле авион
- Италија
- Трећи рајх